# Révolution verte
La révolution verte, parfois appelée troisième révolution agricole, est une politique de transformation des agricultures des pays en développement ou des pays les moins avancés, fondée principalement sur l'intensification et l'utilisation de variétés de céréales à hauts potentiels de rendements.
Cette politique combine trois éléments :
1. les variétés sélectionnées à haut rendement ;
2. les intrants, qui sont des engrais ou produits phytosanitaires ;
3. l’importance de l'irrigation.

Le terme « révolution verte » désigne le bond technologique qu'a connu l'agriculture au cours de la période 1960-1990, à la suite d'une volonté politique et industrielle, appuyée sur les progrès scientifiques et techniques réalisés dans le domaine de la chimie et des engins agricoles durant la première guerre mondiale et poursuivis durant l'entre-deux-guerres. Elle a aussi été rendue possible par la mise au point par les semenciers de nouvelles variétés à haut rendement (hybrides souvent), notamment de céréales (blé et riz), grâce à la sélection variétale. L'utilisation des engrais minéraux et des produits phytosanitaires, de la mécanisation et de l'irrigation ont aussi contribué à la révolution verte.
Elle a eu pour conséquence un accroissement spectaculaire de la productivité agricole, bien que les estimations de cette augmentation soient difficiles à établir. Elle est réputée avoir permis d'éviter des famines, avec pour résultat depuis les années 1960 une croissance démographique de la population mondiale sans précédent.
Elle est aussi la cause d'une pollution généralisée par les pesticides, d'une eutrophisation également généralisée, ainsi que d'une perte massive de biodiversité et d'agrobiodiversité, accompagnée de phénomènes de dégradation et d'érosion des sols, de salinisation voire de perte de nappes phréatiques. L'exode rural et l'apparition de gigantesques bidonvilles en sont aussi des conséquences.
Une suite, l'évolution vers une agriculture plus durable ou alternative, pourrait être trouvée dans l'agroécologie, qui permet de combiner les savoirs et pratiques de l'écologie aux techniques agronomiques, dans le but de créer un système de production plus pérenne.

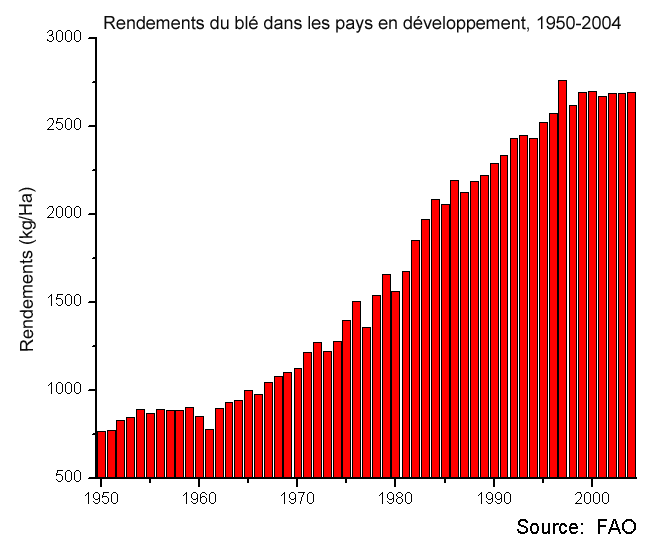
Rendements du blé dans les pays en développement, 1950-2004.

## Histoire

### Les racines mexicaines
On peut dater le lancement de la « révolution verte » de 1943, avec la création de l'Office of Special Studies, né de la collaboration entre la fondation Rockefeller et l'administration présidentielle de Manuel Ávila Camacho au Mexique.
Le prédécesseur de Camacho, Lázaro Cárdenas, était un partisan de la réforme agraire, inscrite dans la Constitution mexicaine de 1917 mais délaissée par ses prédécesseurs jusqu'à son élection en 1934. Il noue, dès son entrée en fonction, une alliance politique avec la paysannerie mexicaine en soutenant la constitution de la « Confédération nationale paysanne » qui vient se placer dans l'orbite de son parti. Il parvient en six ans à redistribuer plus de 15 millions d'hectares de terres au profit d'environ 750 000 familles paysannes.
L'arrivée de Ávila Camacho marque cependant un net changement de cap. Celui-ci est surtout soucieux de rendre l'agriculture mexicaine capable de soutenir l'urbanisation et l'industrialisation croissantes du pays. Il va trouver dans ses voisins américains de solides soutiens dans cette nouvelle orientation. Le vice-président américain Henry Wallace, qui perçoit les ambitions de Camacho comme une chance pour l'économie et les intérêts militaires américains, joue un rôle majeur pour convaincre la fondation Rockefeller de travailler avec le nouveau gouvernement mexicain.
J. George Harrar, plus tard président de la fondation Rockefeller, prend la tête de la petite structure que constitue à l'origine l'Office of Special Studies. Il y réunit des généticiens et phytopathologistes américains (Norman Borlaug, Edwin Wellhausen, William Colwell) et mexicains dont les principaux axes de recherche concernent le développement de variétés de maïs et de blé à haut potentiel de rendement ; Borlaug recevra le prix Nobel en 1970 pour ses travaux sur la culture du blé.
Dans le même temps, le gouvernement mexicain investit fortement dans les infrastructures pour l'irrigation des plaines et plateaux semi-arides, et l'adoption de nouvelles semences de blé se répand, principalement parmi les gros agriculteurs du nord et du nord-est, où les exploitations sont historiquement les plus vastes et les risques climatiques les moins élevés. Pendant toute cette période, un organisme public, le Conusapo, continue de protéger l'agriculture mexicaine des variations du marché mondial[Comment ?].
L'augmentation de la production de blé figure parmi les effets les plus spectaculaires de la révolution verte au Mexique. Si elle était en augmentation constante depuis les années 1920, elle connaît un saut quantitatif important, dû à la fois à l'augmentation des rendements et à celle des surfaces cultivées. Le Mexique devient autosuffisant en blé en 1951 et commence l'exportation de cette céréale l'année suivante, alors que dans le même temps sa population augmente fortement.
Les succès relatifs de la « révolution verte » ne signifient pas pour autant la disparition de la malnutrition. Le coût des semences et des investissements en matériel, prohibitif pour un grand nombre de paysans, conduit à une intensification de l'exode rural. L'industrialisation que connaît parallèlement le pays, fortement mécanisée et donc peu demandeuse en main-d'œuvre, ne peut absorber une population qui vient grossir les rangs des bidonvilles. C'est aussi à cette époque que s'accélère l'émigration en direction des États-Unis. Elle restera légalement admise jusqu'en 1964.

### Recherche scientifique et volontarisme politique
À l'origine de la révolution verte figure l'idée que la génétique serait le principal facteur déterminant le niveau de production des cultures alimentaires. C'est ce qui conduit ses promoteurs à porter prioritairement leurs efforts sur la recherche en matière agronomique. Forte de l'expérience mexicaine, perçue comme un succès par la majorité des décideurs politiques impliqués, la fondation Rockefeller s'attache à diffuser l'idée de révolution verte par le biais de l'implantation de nouveaux centres de recherche à travers le monde.
Au Mexique, l'Office of Special Studies devient le Centre international d'amélioration du maïs et du blé, ou CIMMYT (de l'espagnol Centro internacional de mejoramiento de maiz y trigo) en 1963. L'agronome américain Norman Borlaug, prix Nobel de la paix en 1970, y officie. En 1960, les fondations Rockefeller et Ford établissent conjointement l'IRRI (International rice research institute) aux Philippines, contribuant à répandre l'emploi de variétés à haut rendement en Asie. L'Indonésie, le Pakistan, le Sri Lanka et d'autres pays d'Amérique latine et d'Afrique du Nord suivent cette voie.

Représentation des pays fondateurs (en bleu foncé) et membres (en bleu clair), ainsi que de la localisation des centres de recherche du CGIAR.

Plus tard, le Centre international d'agriculture tropicale (CIAT) s'installe en Colombie, le Centre international de la pomme de terre au Pérou et l'Institut de recherche sur les cultures des régions tropicales semi-arides (ICRISAT) en Inde. En Inde également, l'Institut international de recherche sur le riz est mené en particulier par Monkombu Swaminathan, autre figure marquante de ces recherches[pourquoi ?]. Une association internationale, le Consultative Group on International Agricultural Research (CGIAR), est créée en 1971, sous l'auspice de la fondation Rockfeller, pour coordonner les travaux des groupes de recherche locaux en matière agricole. Il chapeaute aujourd'hui une quinzaine de centres dans le monde.
Les recherches menées par ces organismes se concentrent sur la fabrication par hybridation de variétés à haut rendement concernant les trois principales céréales cultivées dans le monde : riz, blé, maïs, délaissant largement, au moins dans un premier temps, des céréales comme les millets, le sorgho ou des « pseudo-céréales » comme le quinoa.
L'efficacité des variétés produites par ces centres de recherche reste toutefois subordonnée à la mise en place de systèmes de culture complexes et coûteux, faisant appel en particulier à la mécanisation agricole et aux intrants chimiques (engrais, notamment les engrais azotés, et produits phytosanitaires - pesticides, fongicides et insecticides), lesquels requièrent eux-mêmes d'importantes sources de pétrole (notamment pour le fioul des tracteurs et autres machines, ainsi que pour la production des engrais azotés). Partout où elle est menée avec succès, la « révolution verte » nécessite donc une politique étatique volontariste qui se traduit généralement par :
- des subventions à l'utilisation des intrants chimiques (pesticides, fertilisants…) ;
- un aménagement du territoire en matière de maîtrise de l'eau (irrigation) ;
- des subventions à l'achat des semences ;
- une protection des prix des matières agricoles.

### L'expérience indienne
L'Inde devient le second pays à expérimenter la révolution verte, à la suite de la collaboration de la Fondation Ford et de l'État indien. La politique mise en œuvre par le ministre de l'agriculture Chidambaram Subramaniam (en) s'appuie sur l'incitation à l'utilisation des semences de blé à haut potentiel de rendement du CIMMYT et sur un programme visant à encourager le développement de l'irrigation et d'une recherche agronomique locale. À la fin des années 1970, le rendement du riz a augmenté de 30 %, permettant à l'Inde de faire face à la croissance de sa population sans subir les famines récurrentes qu'elle a connues dans les années 1960 et particulièrement celle de 1966 qui a fait des milliers de morts. La révolution verte assure des récoltes abondantes dans les États semi désertiques tels le Pendjab. Ce dernier, qui était dans les années 1950 un état aride et pauvre, est devenu l'un des plus riches d'Inde. La malnutrition reste cependant largement répandue dans l'ensemble du pays.

### L’Asie du Sud-Est
L’Asie du Sud-Est est la région du monde où la production céréalière s'accroît le plus rapidement dans les années 1970 et 1980. Des pays comme l'Indonésie et les Philippines, considérés comme structurellement déficitaires, deviennent quasiment autosuffisants en l'espace de quelques décennies ; le Vietnam devient en peu de temps le troisième exportateur mondial de sucre alors qu'il ne possédait que quelques champs de cannes dix ans auparavant.
Dans la majorité des pays de la région, la révolution verte se traduit par une augmentation sensible des rendements et non par un accroissement important des surfaces exploitées. L'emploi des variétés mises au point par l'IRRI explique en grande partie cet accroissement des rendements. Cependant, leur adoption par les paysans locaux ne garantit pas à elle seule ces performances. Pour être pleinement efficaces, ces variétés nécessitent une modification complète des systèmes de production agricole : drainage, fertilisation minérale, traitement chimique… Seule la mise en place par les États de cette région de projets de développement spécifiques permet une augmentation substantielle de la production agricole.
L'intervention étatique, secondée financièrement par l'appui d'organisations internationales (Banque mondiale, Banque asiatique de développement…), est donc une condition importante du succès de la révolution verte. Les politiques de subvention à l'achat des intrants (notamment aux Philippines et en Indonésie…) sont indispensables pour l'accès de ces produits aux agriculteurs. Le maintien d'une protection des prix devant les variations du marché international profite aussi au développement du secteur, en garantissant un revenu régulier aux agriculteurs confrontés à de lourds investissements.
La révolution verte provoque, comme ailleurs, d'importants effets sociaux. À l'inverse du Mexique, elle ne se traduit cependant pas par une explosion de l'exode rural. Comme en Inde ou au Pakistan, la mécanisation permet par exemple d'accélérer la préparation des sols, autorisant plusieurs cycles de récolte par an et une intensification de la culture, fortement consommatrice de main-d'œuvre.
Seule la Thaïlande fait exception à la règle, en grande partie à cause de surfaces cultivables bien plus étendues que ses voisins. En ce qui concerne le riz, l'emploi des variétés sélectionnées par l'IRRI n'y dépasse pas 25 % des semences utilisées et se limite aux régions où la maîtrise de l'eau est la plus aisée. La mécanisation se traduit par une élévation de la surface cultivée qui n'est pas nécessairement corrélée à une hausse des rendements à l'hectare. Les systèmes de culture restent très majoritairement extensifs sur des exploitations dont la taille moyenne, située entre trois et cinq hectares, est sensiblement plus élevée que chez ses voisins. La Thaïlande s'appuie principalement sur cet avantage de taille pour devenir le premier exportateur mondial de riz.
Pour tirer profit de la révolution verte, les agriculteurs doivent avoir un peu d’argent et un accès aux ressources comme la terre et l’eau. Les paysans pauvres qui n’ont ni l’un, ni l’autre sont exclus de la révolution verte et beaucoup deviennent encore plus pauvres.

### L’effet sur la sécurité alimentaire
Les effets de la révolution verte sur la sécurité alimentaire des pays qui l'ont mise en œuvre n'ont pas été mécaniques et sont difficiles à appréhender. Il est généralement admis que la révolution verte a permis de faire face à une augmentation importante de la population dans les pays concernés et ainsi d'éviter des vagues de famines chroniques[réf. nécessaire]. La population mondiale a en effet augmenté de près de quatre milliards d'humains depuis le début de la révolution verte. Malgré cette croissance spectaculaire, un habitant des pays en voie de développement bénéficie en moyenne d'un apport calorique 25 % plus important qu'avant sa mise en œuvre[réf. incomplète]. Sans doute la situation pointée par l'Organisation des Nations unies, qui comptabilise 850 millions de personnes souffrant de sous-nutrition dans le monde, serait-elle encore plus grave sans cette augmentation de la production agricole.
Un tel raisonnement s'appuie sur la doctrine néomalthusienne, qui était omniprésente au sein des fondations promotrices de la révolution verte, comme l'atteste la déclaration de Norman Borlaug lors de la réception de son prix Nobel : « nous sommes confrontés à deux forces opposées, le pouvoir de la science sur le niveau de la production alimentaire et le pouvoir de reproduction de l'être humain ».
Les liens entre le niveau de la production agricole et l'alimentation des populations n'est cependant pas direct. Les travaux d'Amartya Sen ont ainsi montré que les grandes famines historiquement répertoriées n'ont pas été causées par une baisse de la production alimentaire mais par des dynamiques politiques, socioéconomiques et un échec de l'action publique qui ont engendré des inégalités dans la redistribution de la nourriture. Jean Ziegler, le rapporteur spécial des Nations unies pour le droit à l’alimentation, estime pour sa part que le niveau actuel de production de nourriture dans le monde est suffisant pour nourrir l'ensemble de la population mondiale et qu'il faut chercher dans la « répartition aberrante des richesses » la cause de la persistance d'un haut niveau de malnutrition. L'exemple indien est éclairant sur ce point : à la suite de la révolution verte, le pays est devenu légèrement exportateur de céréales en un peu moins d'une décennie. L'accroissement des disponibilités alimentaires n'empêchait cependant pas, en 2000, 300 millions d’Indiens de continuer à souffrir de la faim, du seul fait de la faiblesse de leurs revenus.
Les auteurs qui dénoncent les conséquences négatives de la révolution verte en matière de sécurité alimentaire pointent en particulier le passage d'une agriculture vivrière à une agriculture tournée vers l'exportation ou la nourriture animale[réf. incomplète]. Dans certaines régions d'Inde, la révolution verte a ainsi substitué la culture du blé, qui n'entre pas directement dans le régime alimentaire des paysans, à celle des légumes secs. De même, les intrants chimiques, largement utilisés dans la mise en œuvre des nouveaux systèmes de production agricole, ont indirectement affecté l'alimentation des catégories de population les plus fragiles. Les pesticides employés dans la production du riz en Inde ont ainsi éliminé le poisson et certaines plantes sauvages du régime alimentaire des paysans indiens[réf. incomplète].

### Les effets sociaux de la révolution verte

#### L’impact politique
Pour un grand nombre d'observateurs, l'objectif initial des promoteurs de la révolution verte relevait de préoccupations géopolitiques liées à la guerre froide : il s'agissait de nourrir la population des pays du tiers monde afin de maintenir la paix sociale et de diminuer les risques d'une révolution communiste. Le journaliste d'investigation Mark Dowie s'appuie sur des documents internes des deux grandes fondations impliquées pour souligner que la préoccupation de la Fondation Ford semblait supérieure dans ce domaine à celle de la Fondation Rockefeller.
La révolution verte a eu pour effet d'affaiblir les mouvements socialistes dans de nombreux pays. En Inde, au Mexique, et aux Philippines, ses solutions, présentées comme essentiellement technologiques, se sont substituées aux réformes agraires, dont les objectifs n'étaient pas limités à des préoccupations concernant le niveau de la production. Ainsi, le choix politique qui a constitué à privilégier une voie essentiellement technique a eu des effets sociaux très importants en stoppant dans de nombreux pays le mouvement redistributif[réf. incomplète].

#### Les impacts socioéconomiques
La transition d'une agriculture traditionnelle vers le modèle prôné par la révolution verte, nécessitant de lourds investissements, a conduit au développement du crédit rural, facteur de fragilisation financière pour de nombreux petits agriculteurs. Au Mexique, les dettes contractées par ces derniers les ont contraints à vendre les terres qu'ils avaient reçues lors des réformes agraires, impulsant une dynamique de reconcentration de la propriété des terres agricoles.
De manière générale, la révolution verte a prioritairement profité aux agriculteurs qui possédaient de grandes exploitations et un accès au crédit. Certaines régions ont, pour des raisons climatiques, géographiques ou politiques, adopté plus aisément les principes de la révolution verte. En Inde, elle n'a ainsi été mise en œuvre qu'au nord-est et dans quelques enclaves du sud. La révolution verte a donc souvent conduit à une accentuation des disparités sociales, économiques et régionales et dans certains pays à une accélération de l'exode rural.

#### Un marché mondial
La révolution verte a marqué une étape décisive dans la constitution d'un marché agronomique mondialisé. Des groupes de recherche internationaux, souvent financés par les fondations d'entreprises multinationales (Rockefeller, Ford), en ont été à l'origine. L'émergence de ces nouveaux marchés dans le domaine des semences, des engrais ou des pesticides a principalement profité à des entreprises agropharmaceutiques basées aux États-Unis. Exxon a par exemple largement profité du succès de la révolution verte aux Philippines en y installant un vaste réseau de distribution.
La révolution verte semble être le modèle de développement le plus efficace dans le tiers-monde. L'Inde en est l'exemple le plus marquant : en effet, elle a multiplié par dix sa production de blé, et par trois sa production de riz. Mais cette efficacité n'est valable qu'à court terme car la révolution verte connaît des limites : les productions demandent beaucoup d'eau, d'engrais, de pesticides, ce qui entraîne des sols moins fertiles et très pollués[réf. nécessaire]. Elle a entraîné un usage excessif de pesticides et un appauvrissement de nombreux sols[réf. nécessaire].
Cette révolution a de nombreux effets non agricoles. Elle a causé de profonds changements culturels : exode rural massif, déperdition du savoir traditionnel agricole. Elle a par ailleurs été accusée de contribuer à réduire la biodiversité et de mettre les agriculteurs sous dépendance de l'industrie agropharmaceutique[réf. nécessaire].

### Les impacts environnementaux

#### L’augmentation du coût énergétique de la production
La révolution verte a engendré une hausse de l'énergie nécessaire au processus productif. Plus d'un tiers des énergies fossiles consommées par l'agriculture est utilisée par la seule synthèse des engrais. La dépendance accrue de l'agriculture à l'égard des fertilisants chimiques, des pesticides et des herbicides est aussi indirectement une dépendance à l'égard du pétrole.
Les promoteurs de la thèse du pic pétrolier craignent que le déclin futur de la production d'énergie fossile conduise conséquemment à une chute de la production agricole et à une hausse importante du prix des produits d'alimentation.

#### La gestion de l’eau
L'irrigation, qui s'est largement développée à la suite de la révolution verte, a été à l'origine d'importants problèmes de salinisation, d'hydromorphie (saturation en eau) permanente et de remontée des nappes phréatiques. La salinisation croissante ne peut être évitée qu'en pratiquant un drainage intense, lui-même est extrêmement consommateur en eau.

#### Les pesticides
La révolution verte s'est accompagnée d'une augmentation de l'utilisation des pesticides. L'usage des organochlorés, un groupe de pesticides qui comprend le DDT et le dieldrine, s'est répandu à cette occasion, bien que ces substances soient difficilement assimilées par l'environnement et s'accumulent dans la chaîne alimentaire.
Les problèmes engendrés par l'usage de pesticides sont l'empoisonnement des terres, la contamination de l'eau (notamment par les nitrates) et l’apparition de souches de moustiques résistantes aux pesticides, la diminution de l'efficacité des programmes anti-paludisme utilisant du DDT. En Asie du Sud, on estime par exemple que seulement 60 % des nitrates épandus sur les parcelles sont aujourd'hui effectivement utilisés par les plantes, le reste contribuant à polluer les nappes phréatiques.

#### La biodiversité
En se concentrant sur un petit nombre de variétés, la révolution a induit une perte de biodiversité agricole, notamment dans les cultivars locaux. Certaines propriétés génétiques contenues depuis des centaines d'années dans certaines variétés de céréales étaient menacées de disparaître ; cette homogénéisation de la production alimentaire a nourri des craintes sur les capacités de résistance à l'apparition des nouveaux agents pathogènes. Pour répondre à ces préoccupations, des banques de semences, à l'image de l'Institut international de ressources phytogénétiques (International plant genetic resources institute, IPGRI, devenu le Bioversity International), ont été constituées.
Les opinions divergent concernant les effets de la révolution verte sur la biodiversité sauvage. Certains avancent qu'en accroissant les rendements, la révolution verte a prévenu une expansion excessive sur des terres non cultivées. La révolution verte s'est cependant souvent accompagnée d'une nette augmentation des surfaces cultivées. L'utilisation des intrants chimiques a aussi fortement perturbé l'équilibre des écosystèmes locaux[réf. nécessaire].
La communauté internationale a ainsi clairement reconnu les impacts négatifs de l'expansion et de l'intensification de l'agriculture à travers la signature de la déclaration de Rio[Comment ?], signée en 1992 par 189 pays. Un de ses volets, la Convention sur la diversité biologique, a généré de nombreux plans d'action nationaux de préservation de la biodiversité.

## Les alternatives à la révolution verte
Le début des années 1990 s'est caractérisé par un intérêt croissant pour les thématiques environnementales concernant les conséquences de la révolution verte. Ces critiques, souvent menées au sein même de la communauté des chercheurs, ont abouti à l'apparition de différents concepts, parmi lesquels l'evergreen revolution promue en Inde par Monkombu Swaminathan, l'agriculture raisonnée en France, l'écoagriculture de l'Union internationale pour la conservation de la nature (UICN) ou encore l'agroécologie proposée par le Centre de coopération internationale en recherche agronomique pour le développement (CIRAD). Ce dernier s'est également fait le promoteur du concept plus large de « révolution doublement verte » qu'avait avancé le Groupe consultatif pour la recherche agricole internationale (CGIAR), le principal organisme de coordination de la révolution verte. Pour ses défenseurs, il « consiste à passer d’une logique de développement agricole fondée sur la maîtrise des milieux à une autre, fondée sur la connivence avec les écosystèmes ». La révolution doublement verte entend à ce titre ajouter « aux objectifs de la révolution verte ceux du maintien de la diversité biologique et de la résilience des écosystèmes ». Elle cherche notamment à trouver des solutions aux limites rencontrées par la révolution verte dans les milieux mal pourvus en réserve d'eaux ou à faible densité de population.